# Aleardo Villa

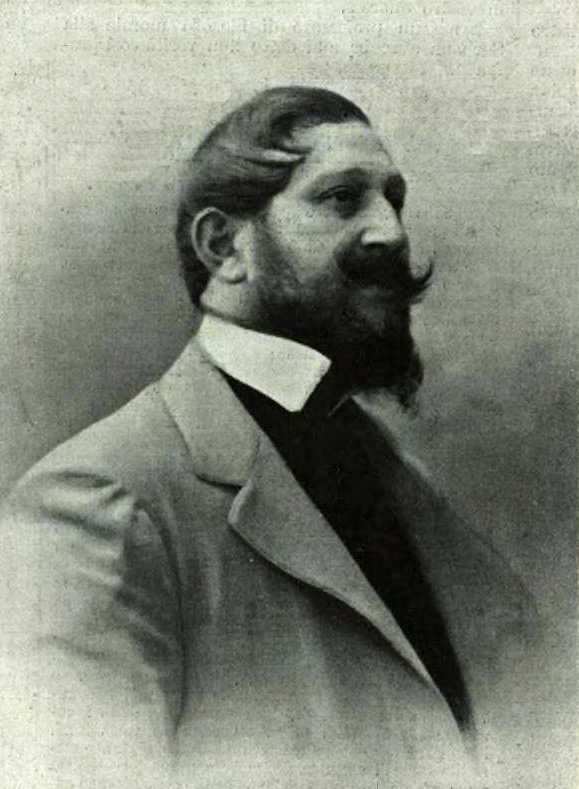
Aleardo Villa

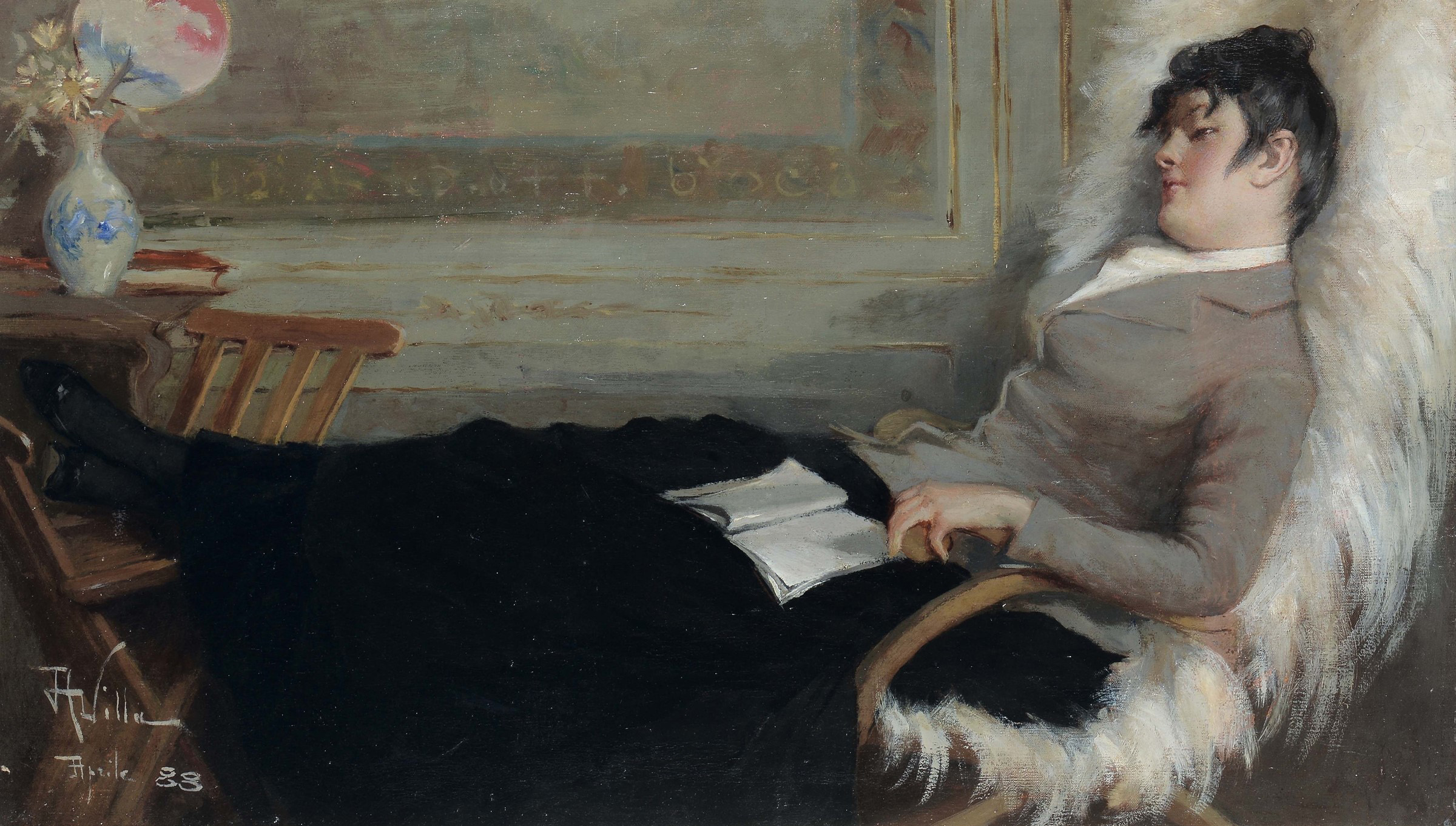
Aleardo Villa, Donna distesa, olio su tela, aprile 1888, collezione privata.

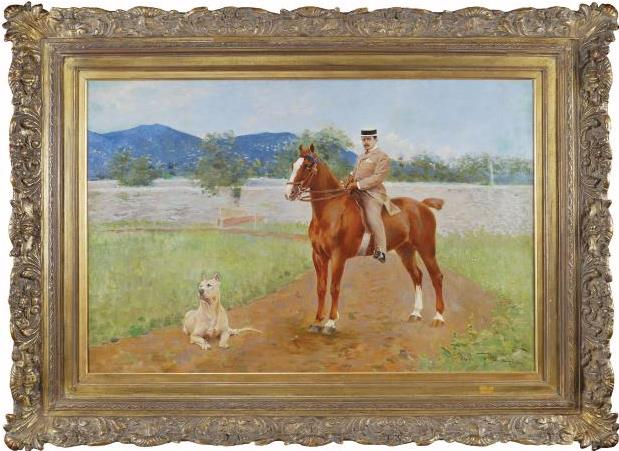
Aleardo Villa, Giacomo Puccini a cavallo al lago di Massaciuccoli, olio su tela, 70 x 100 cm, collezione privata.

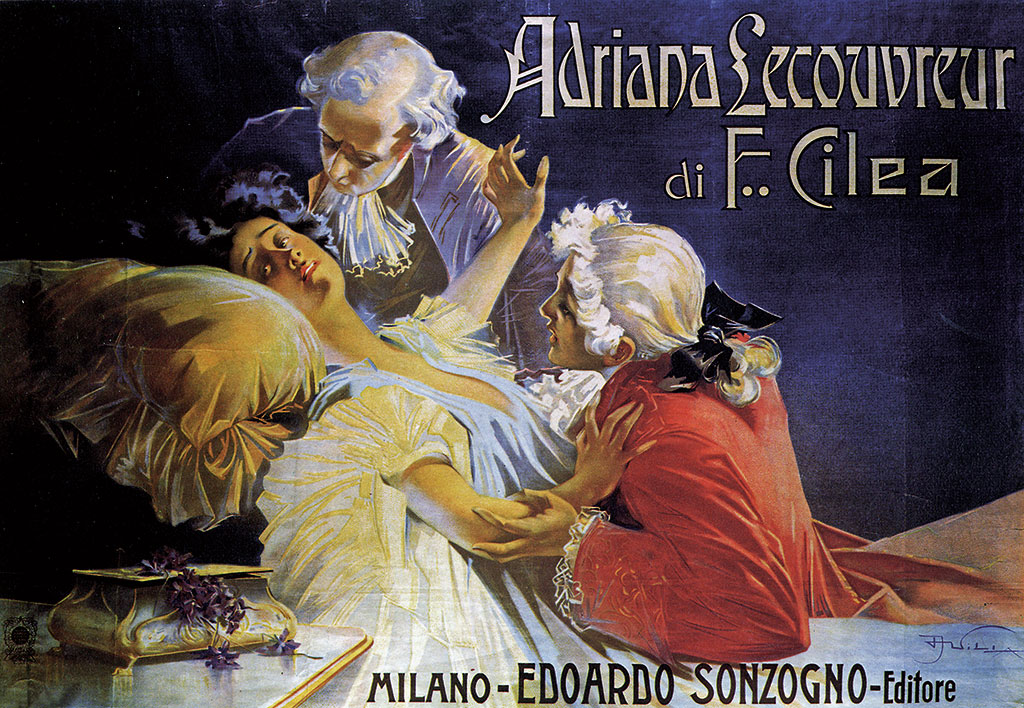
Aleardo Villa, Adriana Lecouvreur di Francesco Cilea.

Aleardo Villa (Revello, 12 febbraio 1865 – Milano, 31 dicembre 1906) è stato un pittore, illustratore e pubblicitario italiano.

## Biografia
Allievo di Giuseppe Bertini e Bartolomeo Giuliano, Villa si diploma all'Accademia di belle arti di Brera. Nel 1891 espone la sua opera Consolatrix Afflictorum alla Triennale di Brera e acquista notorietà in qualità pittore. Dotato di una certa abilità compositiva e una predilezione per i colori freddi, si specializza nel ritratto, in particolare di figure femminili. Pochi anni più tardi, tuttavia, abbandona la pittura vera e propria per dedicarsi a quella che egli definiva la «pittura elementare», ossia la grafica pubblicitaria.
Fondamentalmente la sua produzione in qualità di cartellonista la esegue per le Officine Grafiche Ricordi di Milano.
Villa muore suicida la notte di capodanno del 1907, all'età di 41 anni..

## Principali manifesti
- 1897 - Regate di Pallanza
- 1897- Alegoría de Cafe y Banano (Costa Rica)
- 1898 - Grandi Magazzini Fratelli Bocconi
- 1899 - Confezioni Mele, magazzini di Napoli
- 1900 - Bitter Campari
- 1900 - Cordial Campari
- 1900 - Birra Poretti
- 1900 - Caffaro, giornale politico di Genova
- 1900 - Adriana Lecouvrer di Francesco Cilea
- 1902 - Gas Aerogeno
- 1902 - Confezioni Mele, magazzini di Napoli
- 1905 - Oleoblitz
- 1907 - Papier à cigarettes JOB (Collection JOB, calendario 1907)

## Principali dipinti
Tra le principali opere pittoriche di Villa è possibile citare i due quadri presentati nel 1906, a Milano, in occasione della mostra per l'inaugurazione del Traforo del Sempione (Ultimi raggi e Brividi). Altri dipinti importanti sono presenti alla Galleria d'arte moderna di Milano: Primavera, Paolo e Virginia, Mascherina, La morte dei poveri, Profilo muliebre e Sala degli arazzi in palazzo Clerici. Nella casa di via Saffi 21 a Milano, sul soffitto dello scalone, è presente un suo affresco con due leggere figure femminili, inghirlandate di fiori.